# Сонячна енергетика Румунії

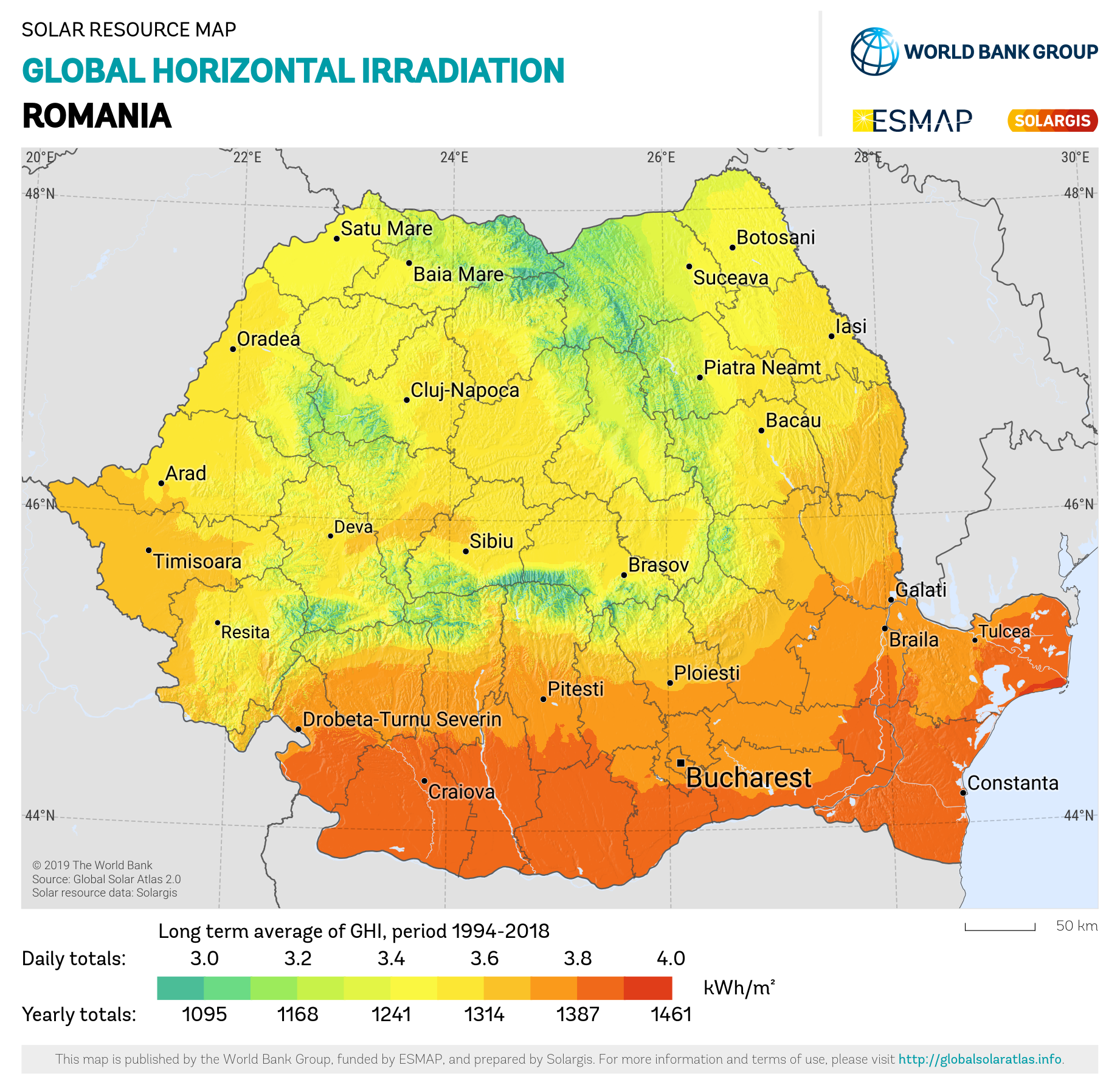
Сонячне випромінювання в Румунії

Сонячні електростанції Румунії станом на кінець 2013 року мали встановлену потужність 1151 мегават (МВт), що більш як удвадцятеро перевищує показники 2012 року. Станом на 2007 рік встановлена потужність становила 0,30 МВт, потім до кінця 2011 року зросла до 3,5 МВт, і до кінця 2012 року — до 6,5 МВт. Однак 2013 рік став винятком і встановлення нових потужностей впало з 1100 МВт до помірного рівня 69 МВт у 2014 році.
Румунія розташована в районі з високим потенціалом сонячної енергетики — 210 сонячних днів на рік і середньорічний потік сонячної енергії в діапазоні від 1000 кВт·год/м2/рік і 1300 кВт·год/м2/рік. З цієї загальної суми приблизно від 600 до 800 кВт·год/м2/рік технічно доступні. Найбільш перспективними для сонячної енергетики регіонами Румунії є чорноморське узбережжя, Добруджа і Олтенія, де середньорічний потік становить 1600 кВт·год/м2/рік.
Румунія була одним з основних гравців на ринку сонячної енергетики, встановивши у 1970-х і 1980-х роках близько 800 000 квадратних метрів сонячних колекторів низької якості, які ставлять країну на третє місце у світі за загальною площею фотоелектричних елементів. Одним з найважливіших сонячних проєктів було встановлення сонячної панелі потужністю 30 кВт на даху Політехнічного університету Бухареста, яка здатна виробляти 60 МВт·год електроенергії на рік.
Румунська компанія Rominterm до 2010 року встановила загалом 600 сонячних панелей у Мангалії (повіт Констанца), зробивши місто самодостатнім в плані гарячої води в літні місяці і забезпечивши близько 70 % гарячої води в зимові місяці, а інші 1 150 сонячних панелей, які використовуються для генерації електрики, розмістила на площі 1400 м². Інше румунське місто, Алба-Юлія, встановило загалом 1700 фотоелементів на кількох громадських будівлях, загальною номінальною потужністю 257 кВт. Серед інших міст Джурджу зі 174-ма сонячними панелями і 391,5 кВт встановленої потужності і Сатурн з 50-ма панелями і 112 кВт встановленої потужності.
| Рік                                    | Загальна (МВтф) | Додано (МВтф) |
| -------------------------------------- | --------------- | ------------- |
| 2006                                   | 0,19            | н. а.         |
| 2007                                   | 0,30            | 0,1           |
| 2008                                   | 0,45            | 0,15          |
| 2009                                   | 0,64            | 0,3           |
| 2010                                   | 1,94            | 1             |
| 2011                                   | 3,5             | 2             |
| 2012                                   | 51              | 47            |
| 2013                                   | 1 151           | 1 100         |
| 2014                                   | 1 219           | 69            |
| Джерело: останній IEA-PVPS, попередній |                 |               |

Першими двома промисловими сонячними електростанціями в країні стали: сонячний парк Сінгурені, завершений в грудні 2010 року, і фотовольтаїчний парк Скорнічешті, завершений 27 грудня 2011 року. Кожен по 1 МВт.